# Den kraft som föll på pingstens dag
Den kraft som föll på pingstens dag är en psalm med text och musik av Lelia Morris. Texten översattes senare till svenska.

## Publicerad i
- Segertoner 1988 som nr 370 under rubriken "Fader, son och ande - Anden, vår hjälpare och tröst".[1]